# Mitsuhiro Hidaka
Mitsuhiro Hidaka (日高 光啓) (12 de diciembre de 1986 en Chiba, Japón), también conocido como SKY-HI, es uno de los integrantes del grupo de pop japonés AAA desde su debut en 2005. La especialidad de Mitsuhiro son la batería, las rimas y el beat box.
Mide 170cm y pesa unos 55 kg. Su comida favorita es el Garaage y no le gusta las setas.
Sus aficiones son tocar la batería, coleccionar CD y escribir lyrics. También en sus ratos libres realiza su hobby, el fútbol. Sus asignaturas favoritas eran Educación Física e inglés, así como la Física.
Tiene otro grupo aparte de AAA, llamado ‘Mother Ninja’ (まざーにんじゃ), también en Avex. Su integrantes son Motsu (m.o.v.e), Mitsuhiro Hidaka (AAA) que toma el nombre de Geeny y Akico (Amasia Landscape) que se convierte en Aboo. Lanzaron su primer miniálbum en agosto de 2007 que cuenta con diez pistas.
Actualmente trabaja para la discográfica Avex, junto a sus compañeros de AAA.

## Discografía con AAA
| Título del Álbum                                    | Fecha lanzamiento        | Número de canciones | Medio         |
| --------------------------------------------------- | ------------------------ | ------------------- | ------------- |
| ATTACK                                              | 1 de enero de 2006       | 12                  | CD / CD + DVD |
| REMIX ATTACK                                        | 23 de marzo de 2006      | 13                  | CD            |
| Cheers -Undoukai Songs- (チアーズ -運動会ソングス-) | 13 de septiembre de 2006 | 12                  | CD            |
| ALL                                                 | 1 de enero de 2007       | 13                  | CD / CD + DVD |
| CCC -CHALLENGE COVER COLLECTION-                    | 7 de febrero de 2007     | 10                  | CD / CD + DVD |
| AROUND                                              | 19 de septiembre de 2007 | 12                  | CD / CD + DVD |
| ATTACK ALL AROUND                                   | 5 de marzo de 2008       | 25                  | CD / CD + DVD |
| depArture                                           | 11 de febrero de 2009    | 13                  | CD / CD + DVD |
| HEARTFUL                                            | 17 de febrero de 2010    | 14                  | CD / CD + DVD |

## Singles con AAA
| Nº | Nombre del sencillo                                                                                            | Fecha lanzamiento        | Álbum             | Posición en Oricon |
| -- | --- | ------------------------ | ----------------- | ------------------ |
| 1  | BLOOD on FIRE                                                                                                  | 14 de septiembre de 2005 | ATTACK            | 9                  |
| 2  | Friday Party                                                                                                   | 5 de octubre de 2005     | ATTACK            | 17                 |
| 3  | Kirei na Sora (きれいな空)                                                                                     | 16 de noviembre de 2005  | ATTACK            | 17                 |
| 4  | DRAGON FIRE | 5 de diciembre de 2005   | ATTACK            | 20                 |
| 5  | Hallelujah (ハレルヤ HARERUYA?)                                                                                | 5 de febrero de 2006     | ALL               | 8                  |
| 6  | Shalala Kibō no Uta (Shalala キボウの歌?)                                                                      | 23 de marzo de 2006      | ALL               | 20                 |
| 7  | Hurricane Riri, Boston Mari (ハリケーン・リリ，ボストン・マリ HARIKEEN RIRI, BOSUTON MARI?)                    | 31 de mayo de 2006       | ALL               | 10                 |
| 8  | Soul Edge Boy/Kimono Jet Girl (ソウルエッジボーイ／キモノジェットガール SOURU EJJI BOOI / KIMONO JETTO GAARU?) | 12 de julio de 2006      | ALL               | 12                 |
| 9  | Let it beat!                                                                                                   | 30 de agosto de 2006     | ALL               | 7                  |
| 10 | Q | 6 de septiembre de 2006  | ALL               | 10                 |
| 11 | Chewing Gum (チューインガム?)                                                                                  | 15 de noviembre de 2006  | ALL               | 7                  |
| 12 | Black&White | 6 de diciembre de 2006   | ALL               | 15                 |
| 13 | Climax Jump | 21 de marzo de 2007      | ---               | 1                  |
| 14 | Izayuke Wakataka Gundan 2007 (いざゆけ若鷹軍団2007?)                                                           | 21 de marzo de 2007      | ---               | 33                 |
| 15 | Get CHUU!/SHE no jijitsu (Get チュー!／SHEの事実?)                                                             | 15 de abril de 2007      | AROUND            | 5                  |
| 16 | Kuchibiru kara romantica/That's Right (唇からロマンチカ/That's Right?)                                         | 16 de mayo de 2007       | AROUND            | 6                  |
| 17 | Natsu mono (夏もの?)                                                                                           | 18 de julio de 2007      | AROUND            | 5                  |
| 18 | Red Soul | 19 de septiembre de 2007 | AROUND            | 15                 |
| 19 | Mirage | 9 de enero de 2008       | ATTACK ALL AROUND | 1                  |
| 20 | BEYOND~KARADA NO KANATA (BEYOND～カラダノカナタ?)                                                              | 28 de mayo de 2008       | depArture         | 4                  |
| 21 | MUSIC!!!/ZERØ                                                                                                  | 27 de agosto de 2008     | depArture         | 5                  |
| 22 | Tabidachi no Uta                                                                                               | 14 de enero de 2009      | depArture         | N/A                |
| 23 | Break Down/ Break your name/ Summer Revolution                                                                 | 29 de julio de 2009      | HEARTFUL          | N/A                |
| 24 | Hide-away | 21 de octubre de 2009    | HEARTFUL          | N/A                |
| 25 | Heart and Soul                                                                                                 | 27 de enero de 2010      | HEARTFUL          | N/A                |

## Discografía con Mother Ninja
| Título del Álbum | Fecha lanzamiento    | Número de canciones | Título de las canciones |
| ---------------- | -------------------- | ------------------- | --- |
| Spontaneus       | 22 de agosto de 2007 | 10                  | 1. Mother Ninja Greeting 2. サヨナラリフレイン ／ Sayonara Refrain 3. RELAX～REGGAETON MIX～ 4. Talkin' bout good days 5. 1+1=3 6. witch queen 7. Y.M.C.A. 8. ゲイラカイト ／ Geira Kite 9. 千里の風の朝 ／ Senri no Kaze no Asa 10. 1+1=3～1996 Mix～ remixed by Motsu Nicormy |

## Trayectoria cinematográfica
- "Merries" (Año desconocido). Se dice que apareció en esta película cuando era un niño.

## Trayectoria en televisión
- Future Century Shakespeare (KTV / 2008). Interpreta a Romeo.
- On Time (2007).

- Datos: Q1092200